# 2MASS J00352440+1447397
2MASS J00352440+1447397 ist ein Brauner Zwerg im Sternbild Fische. Er wurde 2002 von Suzanne L. Hawley et al. entdeckt.
2MASS J00352440+1447397 gehört der Spektralklasse L0 an.